# Briefmarkenausstellung

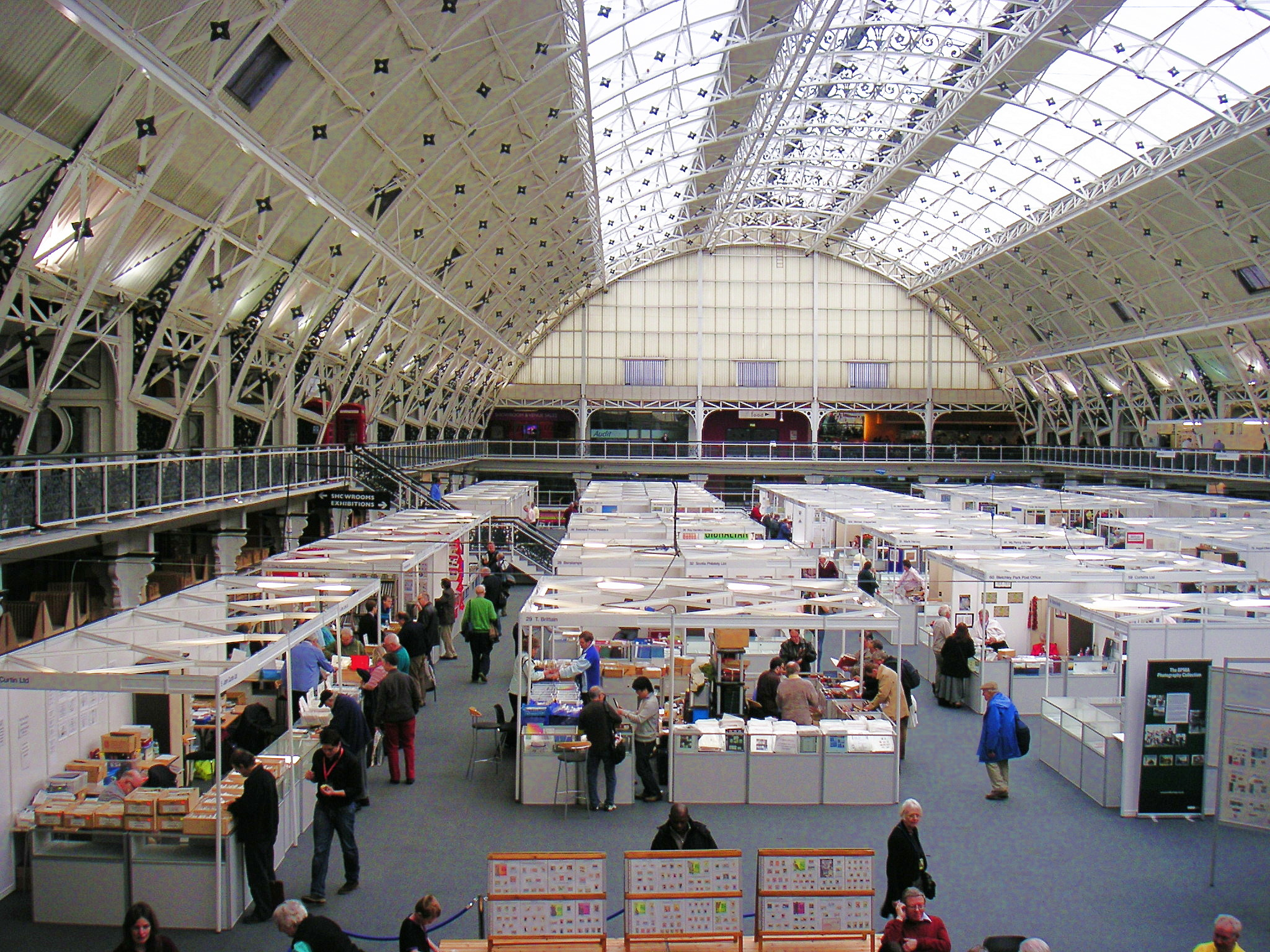
Die Londoner Briefmarkenausstellung Stampex wird halbjährlich im Frühling und Herbst gehalten.

Eine Briefmarkenausstellung ist eine Ausstellung von Briefmarken und anderen postgeschichtlichen Artefakten, bei der Ausstellungsstücke in Glasrahmen ausgestellt werden. Normalerweise hat die Post sowie eine Vielzahl von Briefmarkenhändlern Stände bei Briefmarkenausstellungen.
Briefmarkenausstellungen sind meist regelmäßig stattfindende Veranstaltungen, oftmals jährlich. Sie sind wichtige Bestandteile des philatelistischen Kalenders.

## Ausstellungsarten
Ausstellungen finden normalerweise international, national, regional oder auf lokaler Ebene statt. In manchen Fällen sind sie auch auf bestimmte Sammelbereiche zugeschnitten.
Die angesehensten internationalen Briefmarkenausstellungen werden von der Fédération Internationale de Philatélie (FIP) gefördert. Allerdings haben die wachsenden Kosten, um sich an FIP-Maßstäbe zu halten, bei mehreren Organisatoren Besorgnis erregt, besonders in ärmeren Regionen.

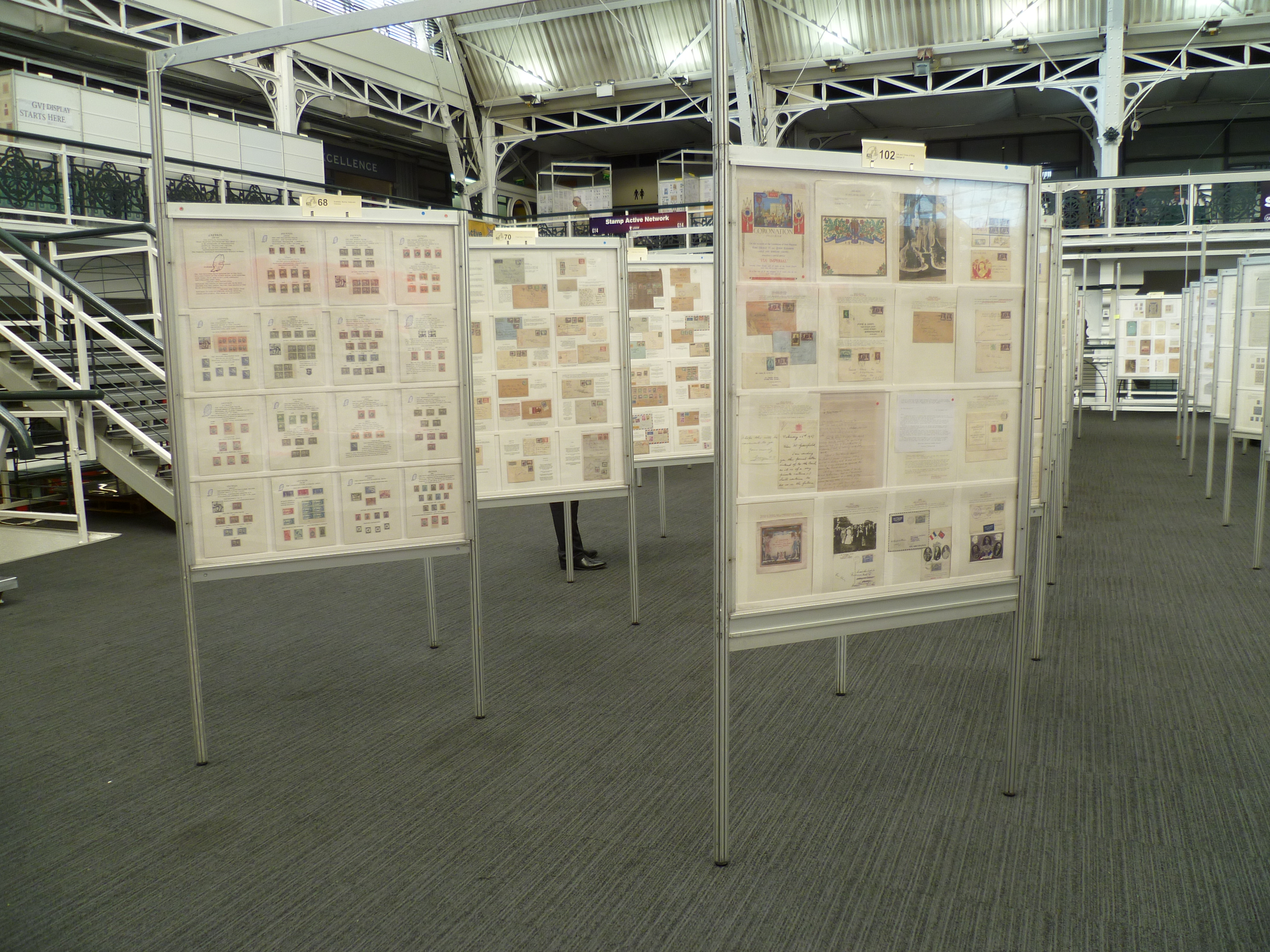
Briefmarken und Ganzsachen werden in Glasrahmen bei der Stampex in London gezeigt.

## Ausstellungsbereiche
Ausstellungsstücke werden in separate Bereiche unterteilt. Normalerweise sind die Bereiche ähnlich zu denen der FIP-Kommissionen.
- Aerophilatelie
- Astrophilatelie
- Briefmarkenfälschungen
- Ganzsachen
- Maximaphilie
- Motivphilatelie
- Philatelistische Literatur
- Postgeschichte
- Stempelmarken
- Traditionelle Philatelie
- Jugendphilatelie

Nicht alle Themenbereiche sind immer auf Briefmarkenausstellungen präsent. Dies lässt sich meist auf einen Mangel von Ausstellungsstücken oder Juroren in dem bestimmten Bereich zurückführen. Bei Ausstellungen, die nicht von der FIP gefördert werden, kommt es oft vor, dass auch andere Bereiche repräsentiert werden.

## Wertung
Die Wertung der Ausstellungsstücke erfolgt nach bestimmten Kriterien, bei internationalen Ausstellungen werden meist die Regeln der FIP benutzt. Juroren bei Ausstellungen, die unter der Schirmherrschaft der FIP stehen, müssen von dieser zuvor akkreditiert werden.

### Preise
Die vergebenen Preise sind von unterschiedlichster Natur. Oft werden Gold-, Vermeil- und Silbermedaillen vergeben. Die Art der Preise kommt allerdings ganz darauf an, was die Veranstalter der Ausstellung für angemessen halten.

## Souvenirs

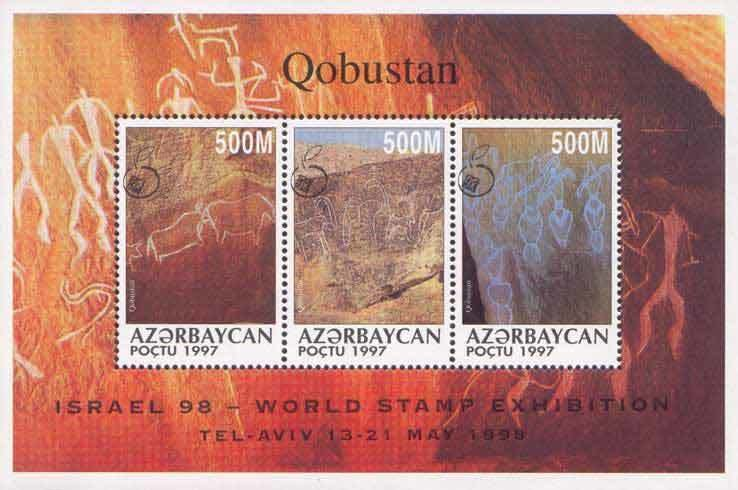
Ein Briefmarkenblock zur World Stamp Exhibition 1998 in Israel.

Oftmals werden speziell für Briefmarkenausstellungen Gedenkmarken oder Briefmarkenstempel hergestellt. Sie sind mittlerweile ein eigenes Sammelgebiet.